# Velibor Vasovićbrug
De Velibor Vasovićbrug (brug 1906) is een bouwkundig kunstwerk in Amsterdam-Oost.
Een betonnen brug, maar dan onder nummer 426, zorgde vanaf 1983 voor de verbinding tussen de wijk Watergraafsmeer en de buurgemeente Diemen. Deze werden toen gescheiden door de Ringweg-Oost en een ringsloot van Diemen. Er werd destijds gekozen voor een gezamenlijke overspanning. Die rijksweg moest in de jaren tien van de 21e eeuw verbreed worden, hetgeen met zich meebracht dat de brug verlengd moest worden. Die oude brug had een overspanning met een grof betonnen uiterlijk; pijlers bestonden uit kolommen ingesloten door blauw geschilderde damwanden. Die pijlers stonden de nieuwe strokenindeling van de verbrede rijksweg in de weg. Naast de oude werd een nieuwe brug gebouwd, toen die klaar was werd de oude afgebroken. Die nieuwe brug overspant dan alleen de rijksweg en een afwateringssloot, voor de ringsloot vallend onder Diemen kwam een klein bruggetje (Brug Oranjelaan). Die nieuwe eveneens betonnen fietsbrug, gebouwd tussen 2012 en 2014 kwam uit de koker van Rijkswaterstaat, die verantwoordelijk is voor alle kunstwerken in en over de rijksweg 10. In 2013 konden belangstellenden al vanaf de brug toezien op de asfalteringswerkzaamheden van de verbrede rijksweg als ook het aanbrengen van geluidsschermen, die ter plaatse nog boven de brug uitsteken.
In aangrenzende wijk Park de Meer kregen in september 2005 alle bruggen een naam verwijzend naar spelers uit de selectie van AFC Ajax in haar succesperiode jaren zeventig, toen dat team nog speelde in Stadion De Meer, dat in 1996 plaats maakte voor de buurt. Die wijk had op zich een behoorlijk aantal bruggen, maar men kwam er toch een aantal tekort om een eerbetoon aan alle spelers etc. te brengen. Heinz Stuy (Heinz Stuybrug), Rinus Michels (Rinus Michelsbrug) en Velibor Vasović kregen bruggen naar zich vernoemd die buiten Park de Meer liggen. Aanvoerder Vasović kreeg daarbij bedoeld of onbedoeld de verreweg grootste brug naar zich vernoemd.    

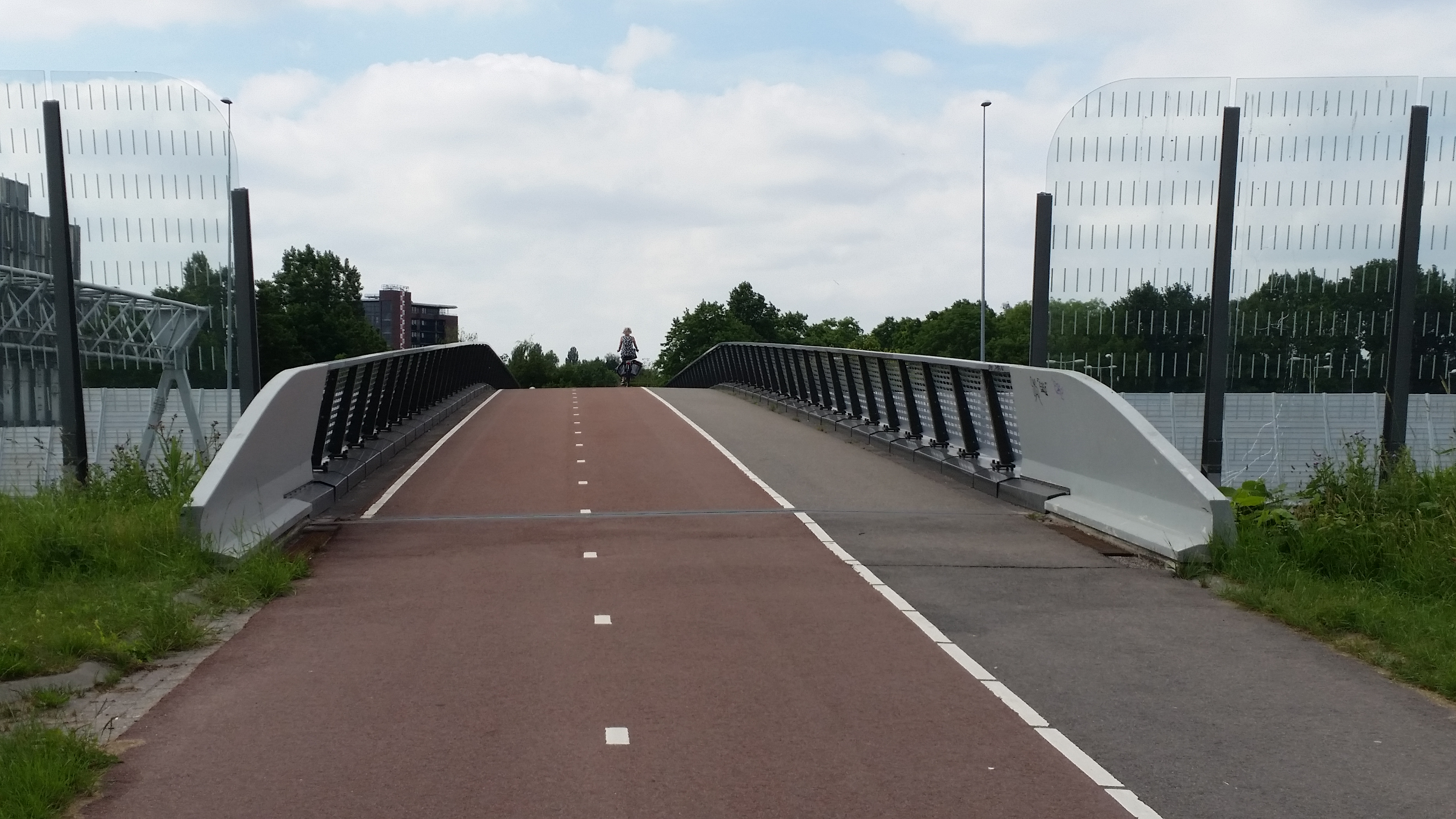
Brug naderbij (juni 2018)

Heinz Stuybrug · Wim Suurbierbrug · Velibor Vasovićbrug · Barry Hulshoffbrug · Horst Blankenburgbrug · Ruud Krolbrug · Gerrie Mührenbrug · Arie Haanbrug · Johan Neeskensbrug · Nico Rijndersbrug · Sjaak Swartbrug · Johnny Repbrug · Dick van Dijkbrug · Johan Cruijffbrug · Piet Keizerbrug · Rinus Michelsbrug
<<< · 1900 · 1901 · 1902 · 1904 · 1906 · 1907 · 1908 · 1909 · 1910 · 1911 · 1913 · 1914 · 1915 · 1916 · 1917 · 1919 · 1920 · 1922 · 1923 · 1925 · 1927 · 1929 · 1930 · 1931 · 1932 · 1933 · 1935 · 1936 · 1937 · 1938 · 1939 · 1940 · 1941 · 1942 · 1944 · 1945 · 1946 · 1947 · 1948 · 1949 · 1950 · 1951 · 1952 · 1953 · 1954 · 1955 · 1956 · 1957 · 1958 · 1959 · 1960 · 1961 · 1962 · 1963 · 1964 · 1965 · 1966 · 1967 · 1968 · 1969 · 1970 · 1971 · 1972 · 1973 · 1974 · 1975 · 1976 · 1977 · 1978 · 1979 · 1980 · 1981 · 1982 · 1983 · 1984 · 1985 · 1986 · 1987 · 1988 · 1989 · 1990 · 1991 · 1992 · 1993 · 1994 · 1995 · 1996 · 1997 · 1998 · 1999 · >>>
Brugnummers 1903, 1905, 1912, 1918, 1921, 1924, 1926, 1928, 1934, 1943 zijn niet (meer) in gebruik (januari 2021)